# Wasilij Kuzniecow (generał)
Wasilij Iwanowicz Kuzniecow, ros. Василий Иванович Кузнецов (ur. 3?/15 stycznia 1894 w Ust-Osołce w Kraju Permskim, zm. 20 czerwca 1964 w Moskwie) – radziecki generał pułkownik od 1943, Bohater Związku Radzieckiego od 1945 roku.

## Życiorys
Uczestnik I wojny światowej. W Armii Czerwonej od 1918 roku. Uczestniczył w rosyjskiej wojnie domowej. Jako dowódca 3 Armii wziął udział w agresji ZSRR na Polskę. Od 1941 był dowódcą 21 Armii, później 58 Armii i 1 Armii Uderzeniowej. W 1942 mianowany dowódcą 63 Armii, a później 1 Gwardyjskiej Armii, walczył na Froncie Stalingradzkim, Dońskim i Południowo-Zachodnim, brał udział w bitwie pod Stalingradem, później walczył na 3 i 1 Froncie Ukraińskim. Od grudnia 1943 do lutego 1945 zastępca dowódcy 1 Frontu Nadbałtyckiego. W lutym-marcu 1945 był zastępcą dowódcy wojsk Zemlandzkiej Grupy Wojsk 3 Frontu Białoruskiego, od marca 1945 dowodził 3 Armią Uderzeniową, brał udział w operacji pomorskiej i berlińskiej. W latach 1953–1957 dowodził wojskami Nadwołżańskiego Okręgu Wojskowego. Deputowany do Rady Najwyższej ZSRR 1946–1950 i 1954–1958.

## Awanse
- kombrig (17 lutego 1936)
- komdiw (13 marca 1938)
- komkor (9 lutego 1939)
- generał porucznik (4 czerwca 1940)
- generał pułkownik (25 maja 1943)

## Odznaczenia
- Złota Gwiazda Bohatera Związku Radzieckiego (29 maja 1945)
- Order Lenina (dwukrotnie, 21 lutego 1945 i 29 maja 1945)
- Order Czerwonego Sztandaru (pięciokrotnie, 1928, 22 lutego 1941, 2 stycznia 1942, 3 listopada 1944 i 20 czerwca 1949)
- Order Suworowa I klasy (28 stycznia 1943)
- Order Suworowa II klasy (26 października 1943)
- Medal jubileuszowy „XX lat Robotniczo-Chłopskiej Armii Czerwonej”
- Medal „Za obronę Moskwy”
- Medal „Za obronę Stalingradu”
- Medal „Za zwycięstwo nad Niemcami w Wielkiej Wojnie Ojczyźnianej 1941–1945”
- Medal „Za zdobycie Berlina”
- Komandor Legii Honorowej (Francja, 1945)
- Krzyż Kawalerski Orderu Virtuti Militari (Polska Ludowa)
- Order Krzyża Grunwaldu III klasy (Polska Ludowa)